# Protestas en Armenia de 2020-2021
Las protestas armenias de 2020-2021 comenzaron tras el acuerdo de alto el fuego de Nagorno-Karabaj el 10 de noviembre de 2020. Después de que el primer ministro Nikol Pashinián anunciara en Facebook que firmó un acuerdo para ceder territorios armenios en Azerbaiyán y poner fin a seis semanas de hostilidades sobre Nagorno. En la región de Karabaj, miles de personas salieron a las calles y cientos irrumpieron en el edificio del Parlamento en la capital, Ereván. Los manifestantes continuaron hasta finales de noviembre, con manifestaciones en Ereván y otras ciudades, exigiendo la renuncia de Nikol Pashinyan. A principios de diciembre, se levantó la ley marcial, que fue declarada por el gobierno en septiembre y prohibió las protestas.
Las protestas fueron lideradas por dos coaliciones políticas diferentes: el Polo Democrático Nacional, una alianza prooccidental y proeuropea formada por varias figuras políticas, y el Movimiento de Salvación de la Patria, una alianza prorrusa formada por varios partidos de la oposición. El antiguo Partido Republicano gobernante, el mayor partido de oposición en el parlamento en ese momento, Armenia Próspera y la Federación Revolucionaria Armenia se unieron al Movimiento de Salvación de la Patria. El 3 de diciembre de 2020, el Movimiento de Salvación de la Patria anunció al ex primer ministro Vazgen Manukyan como su candidato para liderar un gobierno interino por un período de un año. Mientras tanto, el Polo Democrático Nacional, dirigido por el Partido Panarmenio Sasna Tsrer y anteriormente Partido Europeo de Armenia, también se había propuesto encabezar un gobierno provisional por un período de un año.
El 25 de febrero de 2021, el jefe del Estado Mayor General de las Fuerzas Armadas de Armenia, Onik Gasparían, y más de 40 militares de alto rango emitieron una declaración en la que pedían la dimisión de Pashinían, que Pashinían denunció como un intento de golpe militar. El 18 de marzo de 2021, Pashinían anunció elecciones parlamentarias anticipadas, que se celebrarían el 20 de junio de 2021. Pashinían confirmó que dimitiría como primer ministro en abril de 2021, pero que seguiría ejerciendo como primer ministro interino hasta que se celebraran elecciones anticipadas. 

## Antecedentes
Durante la guerra de Alto Karabaj de 2020, que comenzó el 27 de septiembre de 2020, las fuerzas azerbaiyanas tomaron el control de muchos asentamientos, incluida la ciudad estratégicamente importante de Shusha después de una batalla de tres días. La guerra terminó con una victoria de Azerbaiyán el 9 de noviembre y se firmó un alto el fuego entre ambas partes y Rusia. Según el acuerdo, las fuerzas armenias y azerbaiyanas permanecerán en sus posiciones hasta que Armenia devuelva los territorios que ocupó alrededor de Alto Karabaj (distritos de Kalbajar, Agdam y Lachin) a Azerbaiyán. Azerbaiyán conservará todos los territorios ganados durante la guerra y se desplegarán alrededor de 2.000 fuerzas de mantenimiento de la paz rusas en el territorio restante. Si bien el acuerdo fue ampliamente celebrado en Azerbaiyán, algunos armenios rápidamente tomaron las calles. Los manifestantes llamaron al primer ministro Pashinián un "traidor" y le exigieron que renunciara, anulara el acuerdo de paz y reiniciara la guerra.

## Cronología

### 10 de noviembre
El 10 de noviembre, cuando estallaron las protestas, hubo peleas cuando los manifestantes intentaron subir al podio para hablar y fueron gritados, algunos arrojaron botellas. Los manifestantes también tomaron el edificio del parlamento rompiendo una puerta de metal y sacaron al presidente de la Asamblea Nacional de Armenia, Ararat Mirzoyan, de un automóvil, exigiendo saber el paradero de Pashinián. Fue golpeado por los manifestantes y posteriormente trasladado al hospital, donde fue operado y se dijo que se encontraba en buenas condiciones.
La hija del primer ministro, Mariam Pashinián, dijo en su página de Facebook que los manifestantes entraron en la habitación de sus hermanas menores. La agencia de noticias AFP informó que las autoridades policiales presentes hicieron poco para prevenir el desorden y la gente deambulaba por los pasillos del edificio gubernamental, donde se habían abierto las puertas y arrojado el contenido de las oficinas. Aproximadamente a las 04:00, un grupo de aproximadamente 40 personas intentó irrumpir en la oficina de Ereván de Azatutyun, el servicio armenio de Radio Free Europe/Radio Liberty (RFE/RL). El productor ejecutivo Artak Hambardzumyan dijo que el grupo primero gritó en las oficinas de Azatutyun, llamando a sus empleados "turcos" y traidores, y exigió que sus periodistas abandonaran el país. Los atacantes también patearon y golpearon la puerta de la oficina, intentando sin éxito entrar y "tomar el servidor de Azatutyun". Los manifestantes también saquearon la oficina de la Open Society Foundation en el centro de Ereván. El mismo día, seis personas fueron detenidas bajo sospecha de organizar disturbios masivos y llamar a tomar el poder y derrocar el orden constitucional.

### 11 de noviembre
La Fiscalía General de Armenia instó a los ciudadanos a abstenerse de organizar, celebrar o participar en mítines, mientras estallaban enfrentamientos entre los manifestantes, que gritaban "¡Nikol es un traidor!", y las fuerzas de seguridad armenias en la plaza de la Libertad en Ereván, donde resultaron heridos tres agentes del orden. Luego, los manifestantes se trasladaron al edificio del Gobierno de Armenia. La oposición armenia anunció la creación del Comité Nacional de Salvación en respuesta a las detenciones. Las protestas concluyeron a altas horas de la noche.
Más protestas estallaron en Ereván, con manifestantes anti-pashinianos bloqueando la avenida Baghramyan y la avenida Tigran Mets. Las unidades policiales, así como la policía militar, intervinieron deteniendo a decenas de activistas. Se informó de más protestas en otras calles de la ciudad [40], con brutalidad policial denunciada. En Gyumri, los manifestantes, exigiendo la renuncia de Pashinián, también bloquearon las calles.

### 12 de noviembre
Al mediodía, un pequeño grupo de manifestantes se reunió en el Instituto de Manuscritos Antiguos Matenadaran Mesrop Mashtots y en el Teatro de la Ópera de Ereván, exigiendo la liberación de los presos políticos y la renuncia de Pashinián.  Luego, el partido opositor Sasna Tsrer celebró un mitin en la Plaza de la Libertad de Ereván.

### 13 de noviembre
Una manifestación organizada por 17 partidos de la oposición se llevó a cabo en Ereván durante todo el día, exigiendo la renuncia de Pashinián.  Los manifestantes también lloraron a los armenios caídos con cansancio y deleite.

### 18 de noviembre
Más protestas estallaron cerca del edificio de la Asamblea Nacional de Armenia, exigiendo la renuncia de Pashinián, la oposición parlamentaria boicoteó la sesión de la Asamblea Nacional.

### 19 de noviembre
Más protestas estallaron en Ereván, con manifestantes anti-Pashinián bloqueando las calles. La policía, tratando de restablecer el tráfico, empujó a los manifestantes a la acera. 

### 20 de noviembre
Estallaron más protestas en Ereván, con manifestantes anti-Pashinían bloqueando la avenida Baghramyan y la avenida Tigran Mets. Las unidades policiales, así como la policía militar, intervinieron y detuvieron a decenas de activistas.

### 3 de diciembre
Estallaron protestas en Ereván contra el alto el fuego de la guerra de Alto Karabaj de 2020 y el gobierno. Sus demandas eran nuevas elecciones parlamentarias, un nuevo gobierno y también la cesión de Alto Karabaj de Azerbaiyán. La policía choca con los manifestantes y luego detiene a los manifestantes. Cientos asistieron a las protestas.
Las protestas masivas exigiendo la renuncia del gobierno se llevaron a cabo en todo el país y se corearon contra el primer ministro. Las protestas contra el régimen vieron a decenas de miles de personas asistir y aplaudir en muchas calles de ciudades de todo el país. Los manifestantes marcharon hacia la residencia del primer ministro. France 24 informó de las manifestaciones. Las protestas estallaron en Armenia después de que Nikol Pashinián, primer ministro de Armenia, se negó pero ignoró el plazo para renunciar. Cientos de personas asistieron a las manifestaciones en Ereván y los partidarios de la oposición realizaron protestas y mítines contra el gobierno en otras ciudades. Exigieron la renuncia del primer ministro y su gobierno. Al Jazeera informó sobre las manifestaciones. La oposición organizó un movimiento de desobediencia civil y una campaña de protesta contra Nikol Pashiniándesde hoy.

### 5 de diciembre
Protestas masivas exigiendo la renuncia del gobierno tuvieron lugar en todo el país y corearon consignas contra el primer ministro. En las protestas contra el régimen, miles de personas asistieron y aplaudieron en muchas calles de ciudades de todo el país. Los manifestantes marcharon hasta la residencia del primer ministro. El candidato de la oposición a primer ministro, Vazgen Manukyan, pronunció un discurso en el que dio un ultimátum al primer ministro Pashinián para que dimitiera antes del 8 de diciembre, y le advirtió de que si no dejaba el cargo voluntariamente, "el pueblo enfurecido lo destrozaría".

### 8 de diciembre
Las protestas se reanudaron en Armenia después de que el primer ministro Pashinían ignorara el ultimátum de la oposición para que dimitiera. Cientos de personas asistieron a las manifestaciones en Ereván y los partidarios de la oposición organizaron protestas y concentraciones contra el gobierno en otras ciudades. La oposición organizó actos de desobediencia civil y bloqueó calles en Ereván.

### 9 de diciembre
El 9 de diciembre, unas 15.000 personas protestaron en Ereván frente al edificio del Parlamento armenio mientras el primer ministro Pashinián se dirigía al Parlamento. Pashinyan declaró que solo dimitiría si el pueblo lo exigía, y que las demandas de la oposición y otros grupos no debían confundirse con las demandas del pueblo. 

### 11 de diciembre
Varios centenares de simpatizantes de la oposición protestaron frente al principal edificio del gobierno en Ereván el 10 de diciembre, mientras el gobierno de Pashinián celebraba su sesión. La policía hizo uso de la fuerza para desbloquear calles y detuvo a 101 manifestantes en Ereván. 

### 22-25 de diciembre
El 22 de diciembre se convocó una huelga que contó con el apoyo de los trabajadores del metro, miembros de la Universidad Estatal de Ereván y 17 partidos de la oposición, pidiendo de nuevo la dimisión de Pashinían. Las protestas crecieron en tamaño a medida que la oposición instalaba tiendas de campaña en la Plaza de la República. Si bien hubo detenciones, las protestas fueron pacíficas. Miles de manifestantes marcharon por las calles de Ereván en apoyo a la oposición. Pashinían rechazó los pedidos de renuncia el 23 de diciembre y el día siguiente.
El 23 de diciembre, Garnik Isagulyan, presidente del Partido de Seguridad Nacional, fue detenido por incitar a la violencia de una turba contra Nikol Pashinían. 

### Enero
El 26 de enero, mientras celebraba un mitin en la ciudad de Ararat, en la provincia de Ararat, Manukyan declaró que si la vía constitucional para sacar a Nikol Pashinyan del poder no funcionaba, entonces tendrían que llevar a cabo una "rebelión", y aclaró cuando los periodistas le preguntaron que se refería a "apoderarse de edificios y cambiar el gobierno por la fuerza". Por supuesto, sin violencia física".  Al día siguiente, la Fiscalía General declaró que había estudiado el video de Manukyan haciendo esta declaración y lo había enviado al Servicio de Seguridad Nacional. 
En una entrevista concedida el 27 de enero, el expresidente de Armenia y partidario del Movimiento de Salvación de la Patria, Robert Kocharyan, declaró su intención de participar en las próximas elecciones anticipadas, cuya fecha aún no se ha determinado.  El candidato de la oposición, Vazgen Manukyan, había rechazado anteriormente la idea de elecciones anticipadas mientras Pashinían permanezca en el poder, afirmando que Pashinían falsificaría las elecciones. A principios de febrero, el líder de la oposición, Ishkhan Saghatelyan, del FRA, declaró que los miembros de la coalición estaban divididos sobre si participar o no en las elecciones anticipadas. Según los informes, el Partido Armenia Próspera, el Partido de la Patria y el expresidente Kocharyan están a favor de participar, mientras que el Partido Republicano de Serzh Sargsyan está a favor de boicotear las elecciones anticipadas celebradas por el gobierno de Pashinían. 
El 28 de enero, el exdiputado de la República de Artsaj Vahan Badasyan, que no está asociado con el Movimiento de Salvación de la Patria, celebró un mitin en el Panteón Militar de Yerablur, donde declaró que el primer ministro Pashinían tenía que ser destituido como enemigo y "eliminado" si era necesario, y cuando los periodistas le pidieron que lo aclarara, declaró que "físicamente [eliminado], por las armas". Badasyan fue arrestado y acusado de "hacer llamamientos públicos para tomar el poder, violar la integridad territorial o derrocar violentamente el orden constitucional". 

### Febrero
El 23 de febrero, miles de personas se concentraron en protestas de la oposición en el centro de Ereván para la última protesta que exigía la dimisión del primer ministro Nikol Pashinían. Decenas de personas fueron arrestadas. 
El 25 de febrero, el Estado Mayor General de las Fuerzas Armadas de Armenia emitió una declaración en la que exigía la dimisión de Pashinyan.  Los líderes del Movimiento de Salvación de la Patria acogieron con beneplácito la declaración de los generales y celebraron un mitin en la Plaza de la Libertad en apoyo del ejército. 

### Marzo
El 5 de marzo, Ara Papian, una figura clave del Polo Democrático Nacional, pidió que se fortalecieran las relaciones bilaterales con Estados Unidos y proclamó que Armenia debería aumentar su cooperación con la OTAN, durante un mitin en Ereván. 
El 15 de marzo, la alianza del Polo Democrático Nacional marchó frente a la embajada de Francia en Ereván. Los participantes pidieron el desarrollo de una asociación estratégica y una mayor cooperación militar entre Armenia y Francia. 
El 18 de marzo, el primer ministro Nikol Pashinían anunció elecciones parlamentarias anticipadas, que se celebrarían el 20 de junio de 2021. 

### Abril
El 1 de abril, un grupo de cinco partidos políticos, entre ellos el Partido Hanrapetutyun, Armenia Soberana, Armenia Justa, Por la República y el Partido Laborista Unido, firmaron una declaración conjunta en la que pedían al Gobierno de Armenia que garantizara la celebración de elecciones libres y justas, tras los continuos disturbios políticos en el país.
El 9 de abril, el Polo Democrático Nacional celebró una gran manifestación en Ereván, en la que los líderes pidieron el fin de la colonización "ruso-turca" de Armenia y apoyaron una Armenia plenamente soberana. 
El 15 de abril, ocho partidos políticos, entre ellos Heritage, el Partido de la Justicia Social, el Partido de la Patria Democrática, el Partido Constructivo Armenio, el Partido Hayk y el Partido Conservador, firmaron una declaración conjunta en la que pedían al Presidente de Armenia que velara por que la democracia y la Constitución de Armenia se respetaran en el país durante la actual crisis política. 